# تعليم القيم
تعليم القيم هو العملية التي يعطي الناس من خلالها القيم الأخلاقية لبعضهم البعض. وفقًا لباوني وآخرون. يمكن أن يكون نشاطًا يمكن أن يحدث في أي منظمة بشرية. يتم خلالها مساعدة الأشخاص من قبل الآخرين، الذين قد يكونون أكبر سنًا، في حالة من ذوي الخبرة لتوضيح الأخلاقيات من أجل تقييم فعالية هذه القيم والسلوك المرتبط بها من أجل رفاههم ورفاهية الآخرين على المدى الطويل، والتفكير في ذلك. واكتساب القيم والسلوكيات الأخرى التي يعتبرونها أكثر فاعلية لرفاهية الذات والآخرين على المدى الطويل.